# 阿德里安娜·比利亚格兰
阿德里安娜·比利亚格兰（西班牙語：Adriana Villagrán，1956年8月7日—），阿根廷女子网球运动员，1979年成为职业球手。她曾获得1980年法国网球公开赛女子双打亚军。她于1991年退役。